# Heterolepidoderma marinum
Heterolepidoderma marinum is een buikharige uit de familie Chaetonotidae. Het dier komt uit het geslacht Heterolepidoderma. Heterolepidoderma marinum werd in 1926 voor het eerst wetenschappelijk beschreven door Remane. 